# تلا
تلا إحدى مدن محافظة المنوفية بجمهورية مصر العربية، وهي قاعدة مركز تلا.

## التاريخ
تعد مدينة تلا من البلاد القديمة، حيث ذكرها إميل أميلينو في كتابه «جغرافية مصر في العصر القبطي» باسم «Talanaou». وقد وردت باسمها «تلا» في قوانين ابن مماتى وفي تحفة الإرشاد وفي التحفة السنية بأنها من أعمال المنوفية. سنة 1863م، اختيرت تلا قاعدة لقسم إداري جديد أنشئ شمال غرب مديرية المنوفية تحت اسم «قسم تلا». كما ذكرها علي باشا مبارك في كتابه الخطط التوفيقية، وقال أن بها ثمانية مساجد أشهرها الجامع الذي جدده عمر بك الأشقر، وبها دكاكين بجوار المحطة ودكاكين من داخلها وبها بساتين ومضايف متسعة، وهي مشهورة بزراعة البطيخ والكتان والقطن والبصل، وأغلب أهلها مسلمون وتكسبهم من التجارة والزرع ورى أرضها من ترعة البتانونية وغيرها.